# Stefan Blum
Stefan Blum (* 28. November 1957  in München) ist ein deutscher Müller und Bäcker. Er ist als „Münchens letzter Müller“ bekannt geworden. Seine Hofbräuhaus-Kunstmühle grenzt rückwärtig an das Münchner Hofbräuhaus an, dem sie ursprünglich über 300 Jahre lang das Malz mahlte.

## Leben und Werk
Nach dem Abitur studierte Stefan Blum Jura wegen der unsicheren wirtschaftlichen Aussichten des familiären Mühlenbetriebs. In seiner studienfreien Zeit arbeitete er in der Mühle und in der früheren Brotfabrik seiner Eltern mit. Seit 1978 ist Blum, wie schon sein Vater, Mitglied des Corps Bavaria München. Er legte die Zweite Juristische Staatsprüfung erfolgreich ab und ist damit Assessor oder „Volljurist“. 1986 stieg er in das Geschäft seines Vaters Fritz Blum mit ein. 2001 übergab ihm sein Vater das Unternehmen.

### Mühle

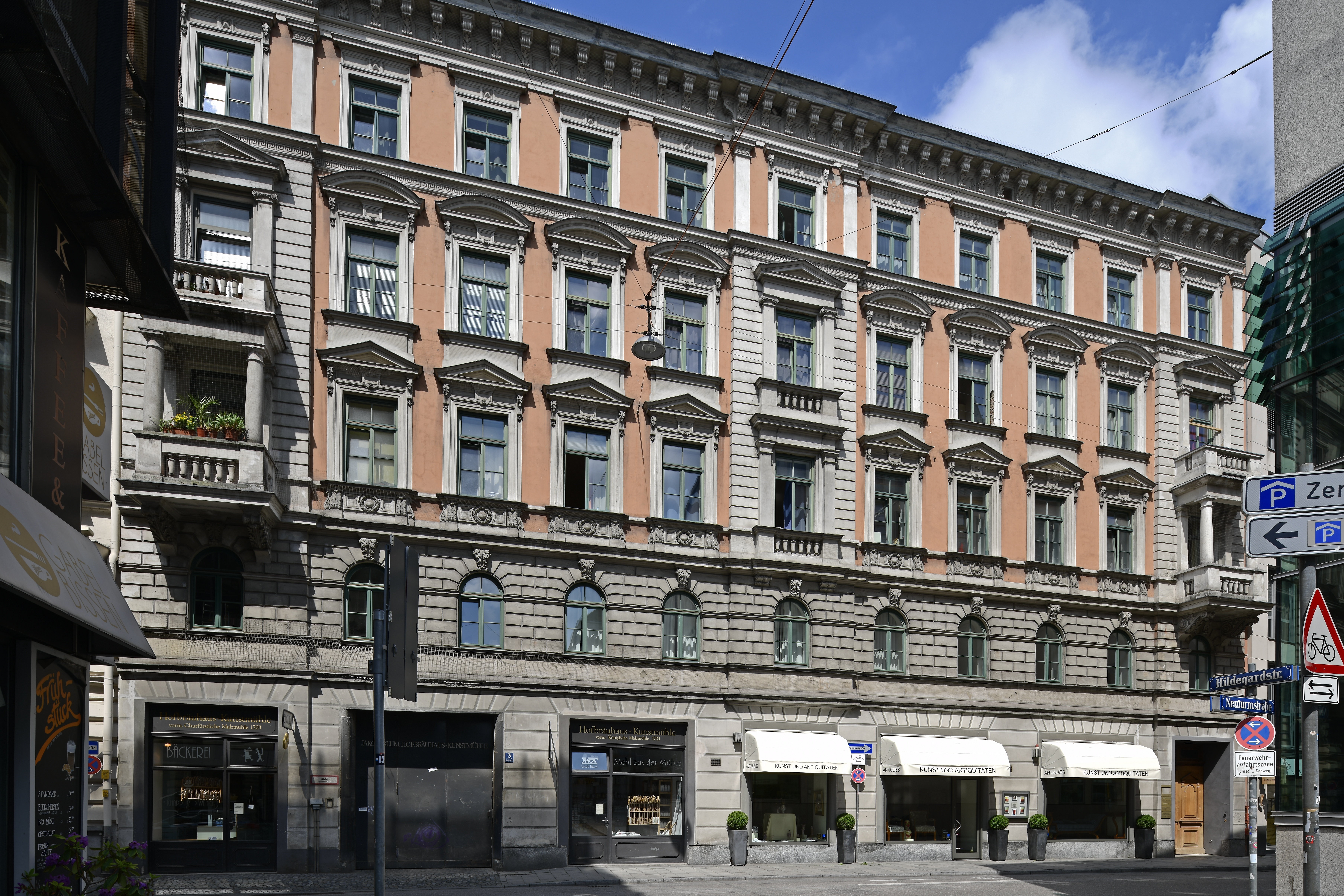
Hofbräuhaus-Kunstmühle, 2018

1921 kaufte sein Urgroßvater Jakob Blum aus dem saarländischen Wiebelskirchen die Mühle beim Hofbräuhaus auf und baute moderne Walzenstühle der Firma Amme, Giesecke und Konegen ein und Plansichter (Schüttelsiebe). Diese Maschinen wurden bis 1986 hergestellt und sind heute noch in Betrieb. Seitdem durften die Blums ihre Mühle als Kunstmühle bezeichnen, da im damaligen Sprachgebrauch der Begriff Kunstmühle die Verwendung von moderner Mühlentechnik bedeutete. Im Zweiten Weltkrieg blieb die Mühle unzerstört. Mit der Verdolung und Auflassung der letzten Bäche im Münchner Stadtgebiet wegen des U-Bahn-Baus musste der Antrieb der Kunstmühle 1967 von Wasserkraft auf Elektromotoren umgestellt werden. Nach Schließung der Kraemer’schen Kunstmühle 2007 ist die Hofbräuhaus-Kunstmühle die letzte Mühle in München, die in Betrieb geblieben ist.

### Müller
Als einer der wenigen noch verbliebenen deutschen Müller mahlt Blum ein „griffiges“ Mehl. Die Korngrößen werden in glatt, universal, griffig und doppelgriffig unterteilt. Das bedeutet, dass Blums Korn etwas gröber gemahlen wird als heutzutage üblich. Bei griffigem Mehl müssen die Teige etwas ruhen, damit sie nachsteifen können. Das jeweilige Brot erhält dadurch ein ganz eigenes säuerlich-nussiges Aroma. Diese zusätzliche Zeit ist jedoch bei Großbäckereien unerwünscht, daher verwenden diese in der Regel nur „glattes“ Mehl. Deshalb spezialisierte er sich zunehmend auf Nischenprodukte, die heute hauptsächlich in der Gastronomie Abnahme finden. Besonders italienische Pizza-Bäcker schätzen die Qualität seines Weizenmehls Tipo "00". Blum mahlt auch Dunst, es ist ein „doppelgriffiges Mehl“, das sehr viel Wasser aufnehmen kann. Es eignet sich besonders für Spätzle und Strudel.
Blum produziert 2.000 Tonnen Mehl im Jahr in zehn verschiedenen Sorten. Sein Getreide bezieht er von etwa zwanzig Bauern aus der nahen Umgebung von München. Ein Teil davon stammt mittlerweile aus der biologischen Landwirtschaft.

### Bäcker
Noch bis 1900 hatte die Mühle eine Bäckerei. Heute (2015) gibt es in Bayern nur noch eine Handvoll Mühlen, die eine Bäckerei betreiben. Das zunehmende Bäckereisterben in der Münchner Innenstadt weckte in ihm den Wunsch, eine eigene Bäckerei zu gründen. Seine Bäckerei sollte die hohe Qualität seiner Mehle mit einer hohen Qualität der Backwaren verbinden. Das bedeutete unter anderem den Verzicht auf die mittlerweile üblich gewordenen künstlichen Backzusätze, um dadurch mehr Volumen, mehr Geschmack oder mehr Bissfestigkeit zu erlangen. Für eine natürliche Aromatisierung seiner Brote und Brötchen genügt ihm eine indirekte und lange Teigführung.
Hinzu kam die Idee, historische, nahezu ausgestorbene Münchner Backwaren wieder anzubieten, wie etwa die Münchner Mundsemmel, Münchner Biergebäcke (wie Pfennigmuckerl und Maurerlaiberl), Riemischweckl (Riemische), Milchhörndl und Münchner Schwarzbrot. Die Anregung dazu bezog er aus dem Rezeptbuch seiner Urgroßmutter Elisabeth Wenig. Alle traditionellen Münchner Brotzeitsemmeln werden aus einem Weizenmischteig mit einem deutlichen Anteil an Roggenmehl hergestellt. Dadurch bleiben sie länger haltbar und trocknen wesentlich langsamer aus als Weizengebäck.
Im Herbst 2010 eröffnete er seine Bäckerei im Erdgeschoss der Mühle und benannte sie nach seiner Urgroßmutter Elisabeth Knapp und Bäckermeister Rudolf Wenig, dem Urheber der Rezepte (E. Knapp & R. Wenig). Die wenigen Backmaschinen (Knetmaschine, Teigteil- und Ausrollmaschine) und das Ladeninventar stammen aus der Zeit um 1960. Die Kunden können dem traditionellen Backen mit viel Handarbeit hinter einer Scheibe zusehen. 

### Verschiedenes

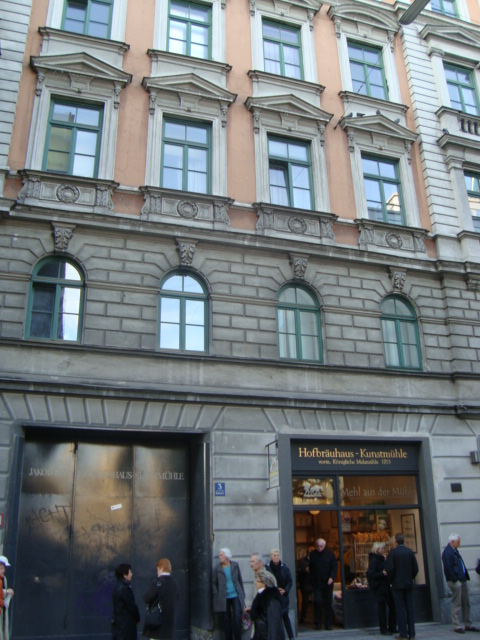
Hofbräuhaus-Kunstmühle mit Mehlladen

Seit 1988 führt die Familie Blum auch einen Mehlladen für Klein- und Großverbraucher. Blum bietet jeden Freitagnachmittag Einzel- und Gruppenführungen durch seine Mühle an.
Für das alljährliche Münchner Oktoberfest hat Blums Familie das Privileg erhalten, als eine von vierzehn Zwischenhändlern in einem Wiesnfestzelt Brezn verkaufen zu dürfen.
Am 19. Mai 2017 wurde Blum in den 14-köpfigen Vorstand des Verbands Deutscher Mühlen (VDM) gewählt.
Stefan Blum ist in zweiter Ehe verheiratet mit Ehefrau Martina, sie haben einen Sohn und eine Tochter. Aus erster Ehe hat Stefan Blum weitere vier Kinder. Der jüngste Sohn macht zurzeit (2021) eine Müllerlehre.

## Auszeichnungen
Blums Mehle und Backwaren werden von Slow Food empfohlen. Zudem zeichnete das Convivium München von Slow Food seine Backwaren als „sehr erhaltenswert“ aus und würdigte diese daher als so genannte „Passagiere in der Arche des Geschmacks.“

## Filme (Auswahl)
- Der letzte Müller Münchens. Dokumentarfilm, Deutschland, 2011, 44 Min., Buch und Regie: Juri Köster, Kamera: Johannes Kaltenhauser, Produktion: Sonne, Mond & Sterne Filmproduktion, BR, Reihe: Die letzten ihrer Zunft, Erstsendung: 3. Oktober 2011 beim Bayerischen Fernsehen, Inhaltsangabe von ARD.
- Checker Tobi: Der Brot-Check. Kinderwissenssendung, Deutschland, 2013, 25 Min., Regie: Martin Tischner, Johannes Honsell, Imke Hansen, Moderation: Tobias Krell, Produktion: megaherz, BR, Reihe: Checker Tobi, Erstsendung: 9. November 2013 bei KiKA, Inhaltsangabe von fernsehserien.de.
- Der letzte Müller Münchens. Dokumentarfilm, Österreich, 2014, 7:23 Min., Produktion: megaherz, ServusTV, Reihe: fast vergessen, Erstsendung: 10. Oktober 2014 bei ServusTV, Inhaltsangabe von ServusTV, (Memento vom 26. April 2017 im Internet Archive).
- Münchens letzte Mühle. Dokumentarfilm, Deutschland, 2018, 8:20 Min., Produktion: Università degli Studi di Scienze Gastronomiche (Slow-Food-Universität), Internetpublikation: 10. September 2018 bei YouTube, Video nicht mehr am Netz, Interview mit Blum und Betriebsbesichtigung.
- Der letzte Müller Münchens. Fernsehreportage, Deutschland, 2021, 2:06 Min., Produktion: München TV, Internetpublikation: 8. November 2021 bei YouTube, Internet-Video.